# Daechang-myeon
Daechang-myeon (koreanska: 대창면)  är en socken i den östra delen av Sydkorea, 260 km sydost om huvudstaden Seoul. Den ligger i kommunen Yeongcheon i provinsen Norra Gyeongsang.